# Luisa Sigea
Luisa Sigea, född 1522, död 1560, var en spansk diktare, intellektuell och hovfunktionär.
Hon tillbringade en stor del av sitt liv vid det portugisiska hovet, där hon var anställd som hovdam och lärare i latin åt Maria av Portugal. Hon var verksam som diktare och blev känd för sin lärdom och en av den spanska renässanshumanismen gestalter. Hon var föremål för en epitaf av André de Resende.